# Camacinia
Camacinia is een geslacht van libellen (Odonata) uit de familie van de korenbouten (Libellulidae).

## Soorten
Camacinia omvat 3 soorten:
- Camacinia gigantea (Brauer, 1867)
- Camacinia harterti Karsch, 1890
- Camacinia othello Tillyard, 1908